# The Street
Ne doit pas être confondu avec The Streets.
The Street (The $treet) est une série télévisée américaine en 12 épisodes de 43 minutes dont 6 épisodes ont été diffusés entre le 1er novembre 2000 et le 13 décembre 2000 sur le réseau Fox.
En France, la série a été diffusée sur M6.

## Synopsis
La série s'intéresse à l'activité d'un cabinet de traders travaillant à Wall Street ainsi qu'à la vie de ses employés.

## Distribution

### Acteurs principaux
- Christian Campbell (VF : Mathias Kozlowski) : Tim Sherman
- Jennifer Connelly (VF : Vanina Pradier) : Catherine Miller
- Giancarlo Esposito (VF : Jean-Louis Faure) : Tom Divack
- Nina Garbiras (VF : Rafaèle Moutier) : Alexandra « Alex » Brill
- Adam Goldberg (VF : Vincent Ropion) : Evan Mitchell
- Rick Hoffman (VF : Jean-Pierre Michaël) : Freddie Sacker
- Sean Maher (VF : Éric Aubrahn) : Chris McConnell
- Tom Everett Scott (VF : Damien Boisseau) : Jack Kenderson
- Melissa De Sousa (VF : Brigitte Bergès) : Donna Pasqua
- Bridgette Wilson-Sampras (VF : Juliette Degenne) : Bridget Deshiel

### Acteurs récurrents et invités
- George Pappas : Wall St. Trader (10 épisodes)
- Rob Brock : Lewis Blake (9 épisodes)
- Loring Murtha : Cal Harper (9 épisodes)
- Jennie Garth (VF : Barbara Tissier) : Gillian Sherman (8 épisodes)
- Heather Burns (VF : Malvina Germain) : Joanne Sacker (5 épisodes)
- Tim Carr : Trainee (5 épisodes)
- Bradley Cooper (VF : Marc Saez) : Clay Hammond (5 épisodes)
- Isabel Gillies : Alison (3 épisodes)
- Jake Weber : Pete Dearborn (2 épisodes)
- Cote de Pablo : Fiona (1 épisode)

## Épisodes
1. Un Univers impitoyable (Pilot)
2. Délit d'initiés (Propheting on Losses)
3. Argent, luxe et volupté (High Yield Bonds)
4. Jeu dangereux (Closet Cases)
5. Hot couture (Hostile Makeover)
6. L'Ultimatum (The Ultimatum)
7. Primes de risques (Miracle on Wall Street)
8. L'Art de rebondir (Rebound)
9. Conflits d'intérêts (Past Performance)
10. Rencontres à haut risque (Junk Bonds)
11. Guerres de territoire (Turf Wars)
12. Titre français inconnu (Framed)